# Grup fenil
Un grup fenil (abreujat Ph o φ) és un grup substituent emprat en nomenclatura de química orgànica i que es troba format per un anell aromàtic de benzè amb un carboni amb una valència lliure, de fórmula {\displaystyle {\ce {-C6H5}}}.
El mot «fenil» està format per «fen-», que prové de «fenol», nom del compost químic de fórmula {\displaystyle {\ce {C6H5-OH}}} una formació culta sobre el grec phaínō 'brillar', pel fet d'obtenir-se en la fabricació del gas d'il·luminar; i de la terminació «–il» emprada en nomenclatura orgànica per designar els grups substituents.
El grup fenil és present en nombrosos compostos tant naturals com artificials. La seva reactivitat és variada per les característiques electròniques del grup que substitueix l'hidrogen.